# Emma Soames
Pour les articles homonymes, voir Soames.
Emma Soames, née le 9 septembre 1949, est une journaliste britannique.

## Biographie
Fille de Christopher Soames et de Mary Churchill, Emma Soames est la petite-fille de Winston Churchill. Elle est également la sœur de Nicholas Soames, qui a été ministre du gouvernement de John Major, et de Rupert Soames. Elle a été la compagne de Martin Amis. 
Elle a travaillé pour les magazines britanniques Telegraph, Tatler (1988-1990) et collabore actuellement pour le magazine Saga.